# Kraljevi marinci
Kraljevi marinci (izvirno angleško Corps of Her Majesty's Royal Marines, dobesedno slovensko: Korpus kraljevih marincev njenega veličanstva; kratica RM) je mornariška pehota Združenega kraljestva, ki skupaj s Kraljevo vojno mornarico in Pomožno kraljevo floto tvori britansko Pomorsko službo. Marinci so tudi specialisti za amfibicijsko, gorsko in arktično bojevanje. Kot osnovni del britanske Sile za hitro posredovanje je korpusna 3 Commando Brigade sposobna delovati samostojno in je usposobljena kot  komandoška sila. Od vseh Natovih bojnih sil imajo Kraljevi marinci najdaljše osnovno bojno usposabljanje.
Trenutni komandant general Kraljevih marincev je general Gwyn Jenkins.